# Pascal Massix
Pascal Massix est un acteur et chanteur français, né le 20 mars 1960 à Paris 20e et mort le 6 juin 2008 à Paris 18e,,, à la suite d'une opération aux poumons.
Spécialisé dans le doublage, il est notamment connu pour sa prestation vocale du personnage le concierge (joué par Neil Flynn) dans la série télévisée Scrubs,.
Au sein de l'animation, il est aussi connu pour avoir prêté sa voix à divers personnages comme Inferno, Hex, Clancy, Kevin adulte, la Mâchoire, Barre à Mine et Vulkanus + Incassable et Enoch comme 2e voix dans la série Ben 10 (2005) ou encore Eiichi Takahashi, Hitoshi Demegawa, Kiichirô Osoreda, Gook (dieu de la Mort) et Jealous (dieu de la Mort) dans Death Note.

## Biographie

### Carrière
Pascal Claude Pierre Massix, né le 20 mars 1960 à Paris 20e, a grandi entre cette même ville et la Corse. Ayant appris quatre langues, il a beaucoup voyagé et a travaillé en tournant dans quelques téléfilms aux États-Unis et au Canada. Lorsqu'il revient en France, il poursuit sa carrière dans la musique au sein de comédies musicales puis s'oriente ensuite vers le doublage. Bien qu'il soit arrivé plus tardivement dans ce domaine, il se démarque avec ses différentes prestations comme dans la série Prison Break ainsi que dans les films Hulk et The Punisher ou notamment dans la série Scrubs,,,.
Chanteur, il interprète le rôle de Booster dans la comédie musicale Les Mille et Une Vies d'Ali Baba en 2000.

### Décès
Il meurt à la suite d'une opération aux poumons, le 6 juin 2008 à Paris 18e, (Seine), à l'âge de 48 ans. Il est inhumé au cimetière du Montparnasse (division 6).

## Doublage

### Cinéma

#### Films
- 1972[n 1] : Le Parrain : Virgil « Le Turc » Sollozzo (Al Lettieri) (2e doublage)
- 1988[n 2] : Born to Defense Bailey (Paulo Tocha)
- 1992[n 3] : Alien 3 : Golic (Paul McGann) (scènes supplémentaires, version longue)
- 1998[n 4] : Sexcrimes : voix additionnelles (2e doublage version longue et scènes supplémentaires)
- 2000 : Eh mec ! Elle est où ma caisse ? : Zoltan, le chef de la secte (Hal Sparks)
- 2004 : Mon beau-père, mes parents et moi : voix supplémentaires
- 2005 : Sin City : Monsieur Shlubb (Nick Offerman)
- 2005 : L'Affaire Josey Aimes : Earl Slangley (Chris Mulkey)
- 2005 : Rent : ? ( ? )
- 2006 : Camping-car : Todd Mallory (Will Arnett)
- 2007 : Transformers : Ironhide et Barricade (Jess Harnell)
- 2008 : Doomsday : Sol (Craig Conway (en))
- 2008 : Un éclair de génie : Charlie Defao (Tim Kelleher)

#### Films d'animation
- 1997 : Elmer et le Dragon : l'un des tigres
- 2004 : Les Indestructibles : M. le principal, le démolisseur et un homme de main de Syndrome
- 2006 : The Wild : voix additionnelles
- 2006 : Souris City : voix additionnelles
- 2007 : Bienvenue chez les Robinson : Gaston
- 2007 : Shrek le troisième : le capitaine Crochet
- 2007 : Ratatouille : voix additionnelles
- 2007 : Ben 10 : Le Secret de l'Omnitrix : Inferno et Incassable

### Télévision

#### Téléfilms
- 2005 : Un défi pour Noël : Alex Stermadapolous (Bobby Cannavale)
- 2007 : Ben 10 : Course contre-la-montre : Inferno (David Franklin) et Incassable (Daran Norris)

#### Séries télévisées
- 2001-2007 : Scrubs : le concierge (Neil Flynn) (saisons 1 à 6, 1re voix)
- 2005-2008 : Tout le monde déteste Chris : M. Harris « Doc » (Antonio Fargas) (saisons 1 à 3, 1re voix)
- 2005-2006 : Prison Break : l'officier Patterson (Phillip Edward Van Lear) (21 épisodes)
- 2006 : Psych : Enquêteur malgré lui : le suspect (Mark Acheson) (saison 1, épisode 1)
- 2006-2007 : Friday Night Lights : Billy Riggins (Derek Phillips) (1re voix, 21 épisodes)
- 2006 : Desperate Housewives : l'inspecteur Collins (David Fabrizio) (1re voix, 2 épisodes)
- 2007 : Chuck : Michael « Big Mike » Tucker (Mark Christopher Lawrence) (saison 1, 1re voix)
- 2007 : Nick Cutter et les Portes du temps : le capitaine Tom Ryan (Mark Wakeling) (6 épisodes)

#### Séries d'animation
- 2003-2006 : Teen Titans : Les Jeunes Titans : Trigon
- 2004-2008 : Batman : Bane, Metallo, le Maître des Miroirs, Vertigo et Shadow Thief
- 2004-2005 :Monster : l'inspecteur Michael Muller
- 2005-2008 : Ben 10 : Inferno, Incassable (2e voix), Hex, Clancy, Kevin adulte, la Mâchoire, Barre à Mine et Vulkanus + Enoch (2e voix)
- 2005-2007 : Skyland : Les Brigs (1re voix) et Cortes (2e voix)
- 2006-2007 : Death Note : Eiichi Takahashi, Hitoshi Demegawa et Kiichirô Osoreda
- 2006-2007 : Shuriken School : le principal de Katana

## Musique

### Comédie musicale
- le père de Mozart lors d'une comédie musicale pour le Téléthon[5]
- 2000 : Les Mille et Une Vies d'Ali Baba : Booster, un des 40 voleurs

## Voix off
- 2007 : Ce qui trouble Lola, Autres désirs, autres hommes et Des désirs et des hommes : le narrateur[8]